# Мегалинский, Дмитрий Александрович
Дми́трий Алекса́ндрович Мегали́нский (15 апреля 1985, Пермь, СССР) — российский хоккеист, защитник. Тренер.

## Биография
Начал профессиональную карьеру в сезоне 2001/02 в клубе «Молот-Прикамье-2». В сезоне 2003/04 игарл в составе клуба Высшей лиги ХК «Воронеж», выступая до этого за фарм-клуб ярославского «Локомотива». В следующем сезоне вновь провёл лишь одну игру за первый состав «Локомотива», большую часть сезона проведя в фарме.
В 2005 году на драфте НХЛ был выбран в 6 раунде под общим 186 номером клубом «Оттава Сенаторз». В сезоне 2005/06 сыграл за «Локомотив» 28 матчей, набрал 1 (0+1) очко. Перед стартом нового сезона подписал контракт с воскресенским «Химиком», в составе которого в 40 проведённых матчах набрал 12 (4+8) очков. 12 мая 2007 годаДмитрий стал игроком чеховского «Витязя», в составе которого выступал на протяжении последующих четырёх сезонов, набрав за это время 39 (8+31) очков в 131 матче.
22 июня 2011 года Мегалинский подписал двухлетний контракт с новокузнецким «Металлургом».
7 мая 2013 года было объявлено, что Мегалинский подписал двухлетний контракт с московским «Спартаком». 11 ноября в результате обмена на Филиппа Толузакова перешёл в систему екатеринбургского «Автомобилиста». Был капитаном команды.
В августе 2018 года проходил предсезонную подготовку в «Арлане».
Окончил Высшую школу тренеров в 2018 году. В июле 2022 года вошёл в тренерский штаб воскресенского «Химика».
Сын Матвей (род. 2008) играет в юношеской команде воскресенского «Химика».

## Статистика
| Легенда | Легенда                    | Легенда | Легенда                   | Легенда | Легенда    |
| ------- | -------------------------- | ------- | ------------------------- | ------- | ---------- |
| И       | Количество проведённых игр | Штр     | Штрафное время            | +/−     | Плюс-минус |
| Г       | Голы                       | П       | Голевые передачи          | О       | Очки       |
| -       | Статистика неизвестна      | —       | Статистика не учитывалась |         |            |

## Достижения

### Командные
Россия
| Год  | Команда           | Достижение                    | Достижение |
| ---- | ----------------- | ----------------------------- | ---------- |
| 2007 | Химик Воскресенск | Серебряный призёр Высшей лиги |            |

Международные
| Год  | Команда       | Достижение                                    | Достижение |
| ---- | ------------- | --------------------------------------------- | ---------- |
| 2005 | Россия (мол.) | Серебряный призёр молодёжного чемпионата мира |            |